# Best of You (Anastacia)
Best of You è il secondo singolo estratto dal quinto album della cantautrice statunitense Anastacia, pubblicato il 2 novembre 2012 e inserito nell'album di cover rock maschili It's a Man's World.
È una cover della canzone Best of You dei Foo Fighters.